# The Broadway Album
The Broadway Album è un album in studio della cantante statunitense Barbra Streisand, pubblicato nel 1985.
Il disco è dedicato alla musica di Broadway.

## Tracce
1. Putting It Together (Stephen Sondheim) – 4:20
2. If I Loved You (Oscar Hammerstein II, Richard Rodgers) – 2:38
3. Something's Coming (Leonard Bernstein, Sondheim) – 2:55
4. Not While I'm Around (Sondheim) – 3:29
5. Being Alive (Sondheim) – 3:23
6. I Have Dreamed/We Kiss in a Shadow/Something Wonderful (Hammerstein, Rodgers) – 4:50
7. Adelaide's Lament (Frank Loesser) – 3:25 (bonus track CD)
8. Send in the Clowns (Sondheim) – 4:42
9. Pretty Women/The Ladies Who Lunch (Sondheim) – 5:09
10. Can't Help Lovin' That Man (Hammerstein, Jerome Kern) – 3:31
11. I Loves You, Porgy/Porgy, I's Your Woman Now (Bess, You Is My Woman) (George Gershwin, Ira Gershwin, DuBose Heyward) – 4:35
12. Somewhere (Bernstein, Sondheim) – 4:56